# Pégase éthiopien

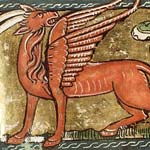
Pégase éthiopien, bibliothèque nationale des Pays-Bas, 1350

Les chevaux ailés d'Éthiopie ou pégases d'Éthiopie sont mentionnés par Pline l'Ancien puis repris par certains bestiaires médiévaux.
Ils sont décrits comme une tribu de chevaux ailés portant deux cornes sur la tête vivant en Éthiopie (Afrique de l'Est).